# Friederike Gösweiner
Friederike Gösweiner (* 1980 in Rum (Tirol)) ist eine österreichische Literaturwissenschaftlerin und Schriftstellerin.

## Leben und Schaffen
Gösweiner studierte an der Leopold-Franzens-Universität Innsbruck Deutsche Philologie und Politikwissenschaft und promovierte 2009 mit einer Dissertation über Einsamkeit in der jungen deutschsprachigen Literatur der Gegenwart sub auspiciis Praesidentis rei publicae. Ihr erster Roman Traurige Freiheit erschien 2016 im Literaturverlag Droschl und wurde mit dem Österreichischen Buchpreis (Debüt) ausgezeichnet. Zu der Oper Das Jagdgewehr des Komponisten Thomas Larcher verfasste sie das Libretto. Die Handlung basiert auf dem gleichnamigen Roman von Yasushi Inoue (1949). Die Oper wurde bei den Bregenzer Festspielen 2018 unter der Regie von Karl Markovics uraufgeführt und war für den International Opera Award 2019 nominiert.

## Werke (Auswahl)
- Regenbogenweiß, Literaturverlag Droschl, Graz 2022
- Traurige Freiheit, Literaturverlag Droschl, Graz 2016
- Du holde Kunst, Königshausen & Neumann, Würzburg 2012
- Einsamkeit in der jungen deutschsprachigen Literatur der Gegenwart, Studienverlag, Innsbruck-Wien-Bozen 2010

## Auszeichnungen (Auswahl)
- Elias-Canetti-Stipendium Wien, 2025[1]
- Hilde-Zach-Literaturstipendium Innsbruck, 2022[4]
- Stipendiatin im Künstlerhaus Edenkoben, 2022[5]
- Projektstipendium des Bundeskanzleramtes Österreich, 2019[6]
- Grenzgänger Rechercheförderung der Robert-Bosch-Stiftung, 2018[7]
- Sonderauflage von 10.000 Stück für den Debütroman Traurige Freiheit im Zuge des Projekts INNSBRUCK liest 2017[8]
- Werkzuschuss aus dem Jubiläumsfonds der Literar-Mechana[9]
- Stipendium Stuttgarter Schriftstellerhaus, 2017[10]
- Aufenthaltsstipendium Schloss Wartholz, Reichenau an der Rax, 2016[11]
- Aufenthaltsstipendium für junge Autoren im Literarischen Colloquium Berlin, 2016[12]
- Österreichischer Buchpreis für Traurige Freiheit (Bestes Debüt), 2016[13]
- Wissenschaftspreis der Stadt Innsbruck, 2011[14]
- Ehrenring der Republik Österreich (Promotio sub auspiciis), 2009
- 10. Platz beim FM4-Literaturwettbewerb Wortlaut, 2003[15]